# Железнодорожная станция Стаханов

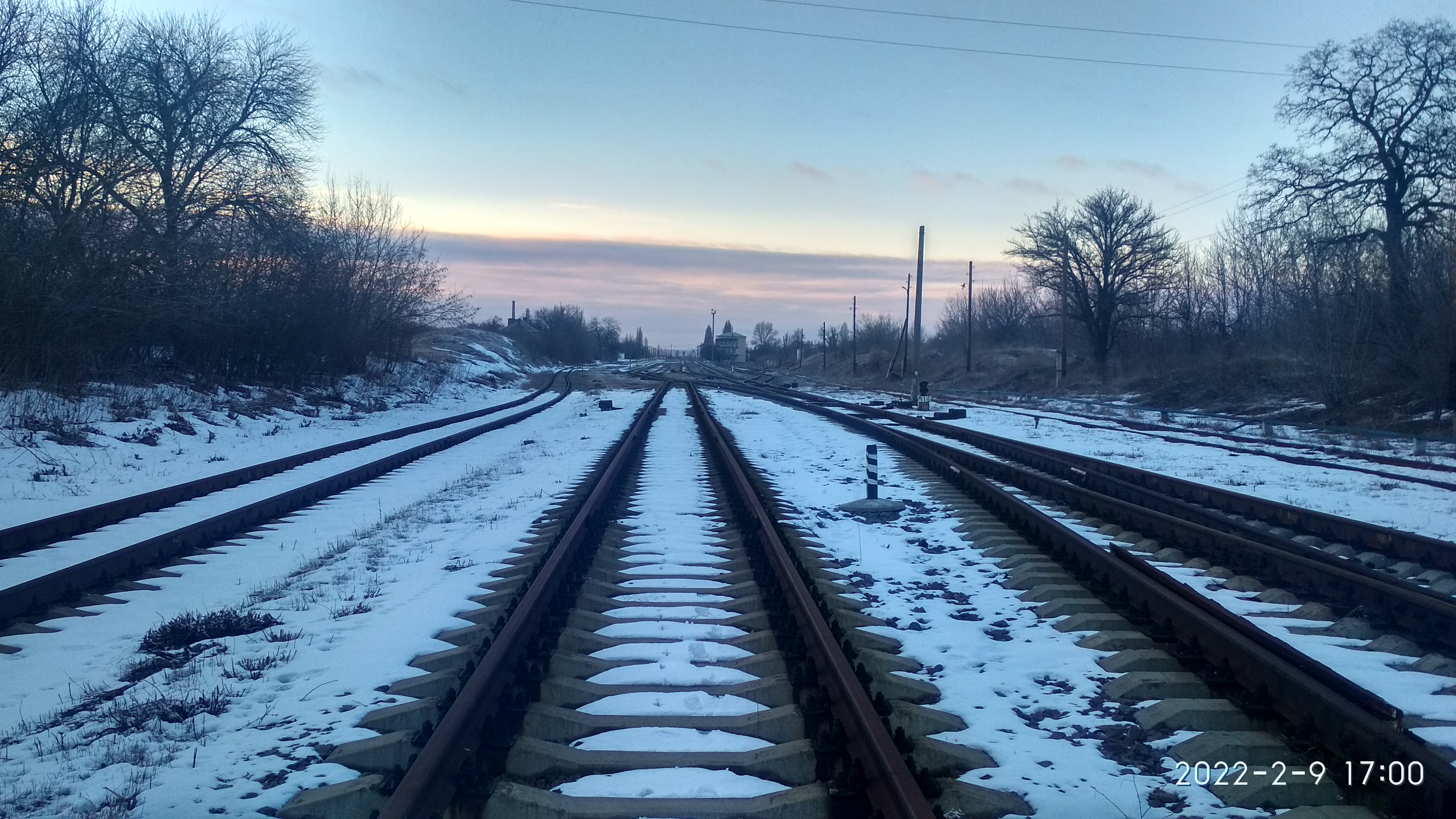

Железнодорожная станция Стаханов (ранее Изюм, Алмазная, Кадиевка) — грузовая тупиковая станция, 5-го класса, входит в состав Луганской железной дороги https://lgd.su/ . Расположена на линии Дебальцево — Попасная. Находится в городе Алмазная.
История станции В 1875 году концессию на строительство Донецкой каменноугольной железной дороги получило акционерное общество известного русского промышленника и мецената С. И. Мамонтова. Открытие движения поездов на этой магистрали состоялось 1 декабря 1878 года. Среди новых станций на линии Дебальцево-Попасная был Изюм, переименованный позднее в станцию Алмазная. В 1893 году участок от Дебальцево до Варварополья, куда входила и Алмазная, был принят в казну и присоединён к государственной Екатерининской железной дороге. К 1912 году Алмазная, осуществляла погрузку около 100 млн пудов (1 638 000 тонн) угля в год, занимая первое место на магистрали по этому показателю. Строительство нынешнего здания вокзала станции Алмазная завершилось в 1905 году. В конце 60-х годов прошлого столетия у вокзала появилась пристройка.(если смотреть от жд пути, то это левая часть здания) С 1971 по 1978 год станция и вокзал назывались Кадиевка. В 1978 году город, станцию и вокзал Кадиевка переименовали в Стаханов.
По объёмы выполняемой работы станция Стаханов относилась в первому классу, вокзал Стаханов относился к третьему классу. Площадь привокзальной территории составляет 929 квадратных метров.
Без пересадки от сюда можно было уехать в Москву, С-Петербург, Донецк, Луганск, Харьков, Киев, Сумы, Хмельницкий, Минск, Витебск, Мариуполь, Симферополь, Уфа, Челябинск, Владивосток. Поезда пригородного сообщения отправлялись в Ломоватку, Боржиковку(Крючкова), Дебальцево, Кипучая (г. Артёмовск Перевальский р-н), Попасную, Сватово.
Станция Стаханов до 2014 года являлась участковой станцией первого класса.
Начиная с 2014 года, с начала вооруженного конфликта России против Украины станция не работала, движение поездов прекращено полностью. Только с 2019 года, после возобновления работы Стахановского завода ферросплавов станция Стаханов возобновила свою работу в объёме 2 % от своей мощности. Движение поездов возобновлено только на перегоне Дебальцево -Боржиковка-Ломоватка-Стаханов по чётному пути в оба направления, автоблокировка на участке не действует. Нечётный путь закрыт для движения поездов.
Участок пути не электрифицированный.
Соседние пассажирские станции: Ломоватка, Первомайск.
Станция Стаханов имеет ряд подъездных путей, такие как Вагоностроительный завод, станция Сталь (СФЗ), станция Максимовка, станция Владимировка и станция Заводская (г. Брянка) Главные пути I-й и VI-й

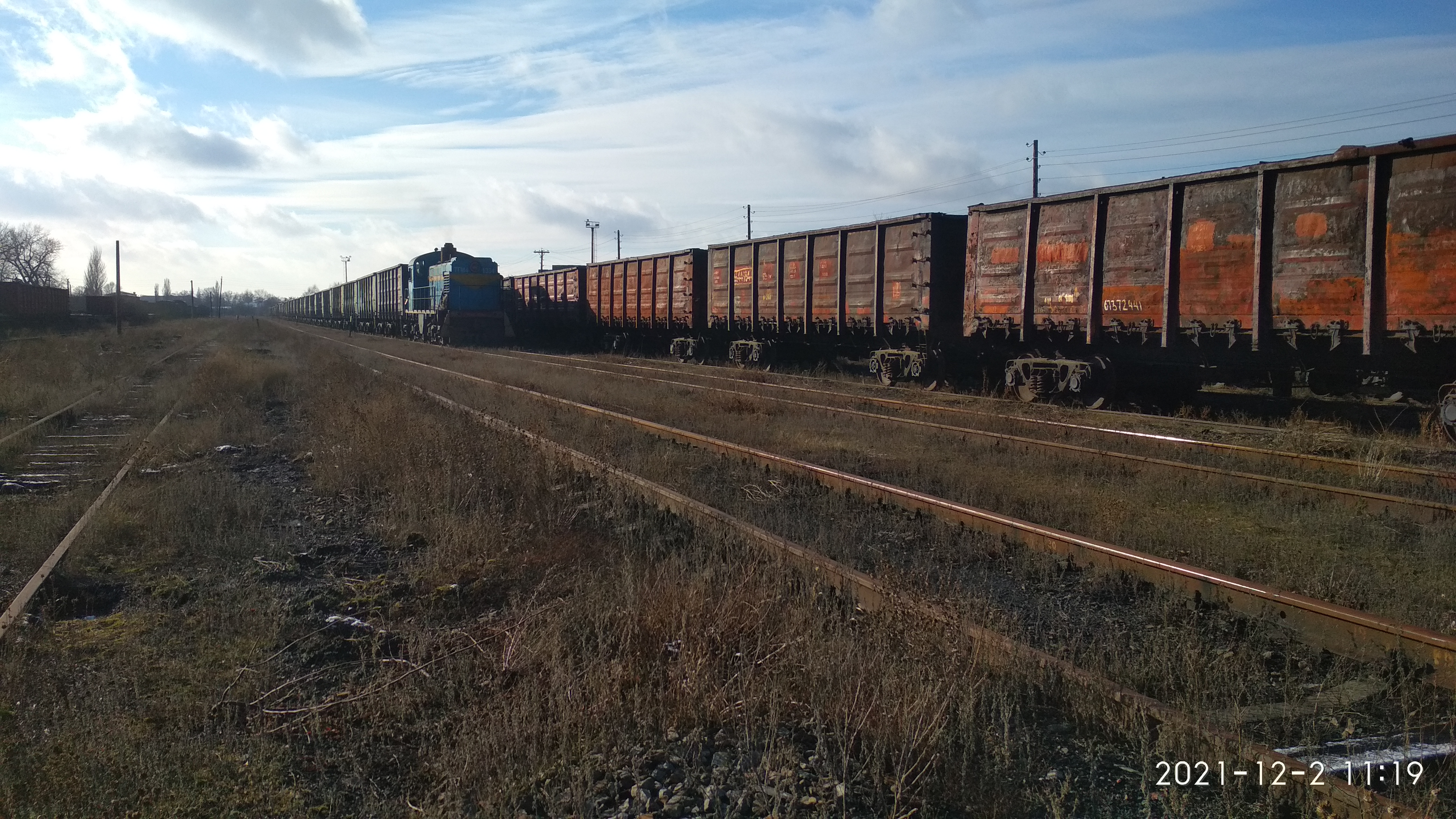

Система контроля: электрическая централизация стрелок и сигналов, в направлении станций Ломоватка и Первомайск — автоблокировка.

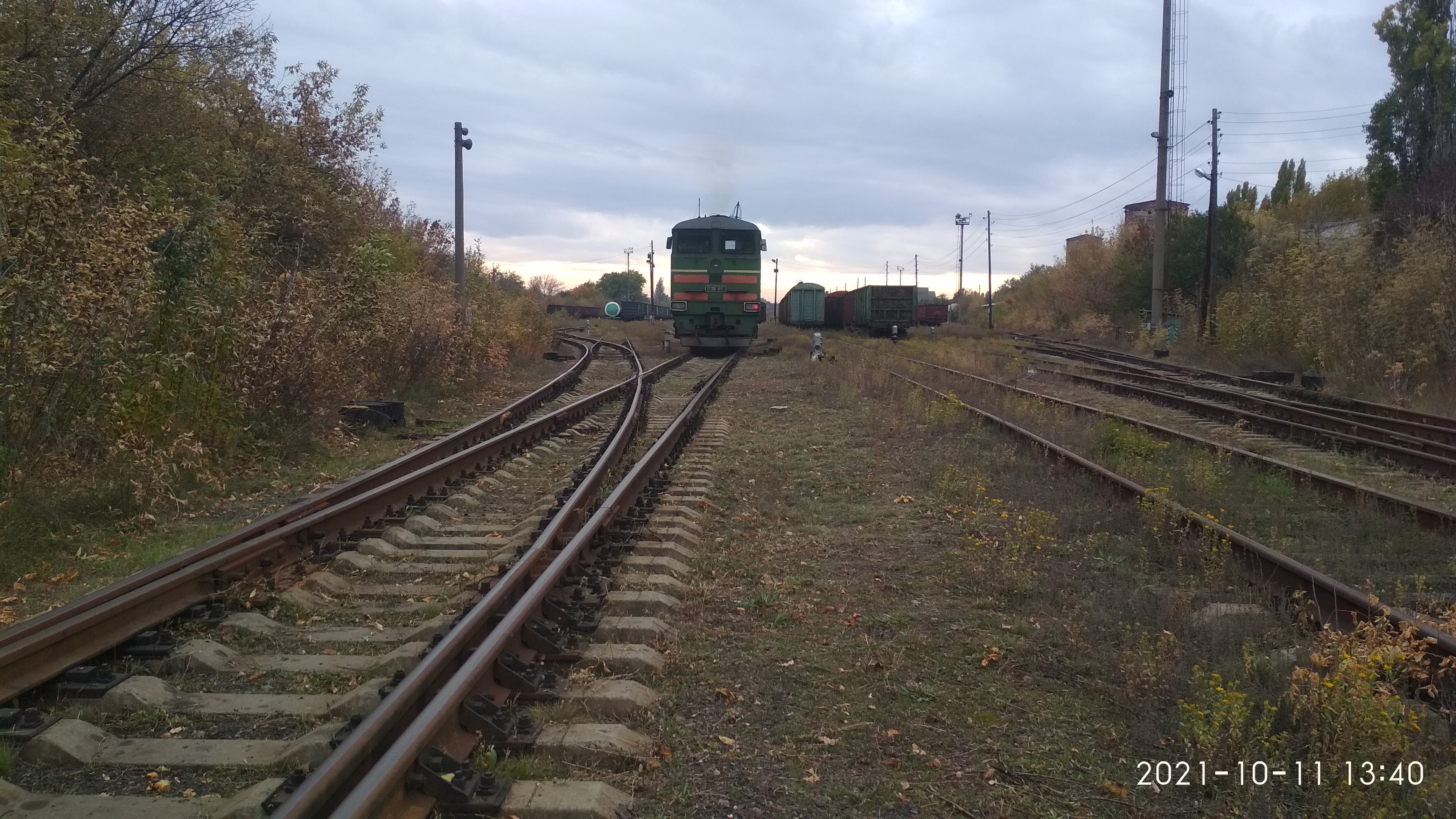

На станции имеется две посадочные платформы, сортировочный парк с горкой малой мощности, пункт технического осмотра и ремонта вагонов (ПТО), участок районных электрических сетей, 6-й околоток дистанции пути. амбулатория (здание сгорело в 2021 году), до 2003 года функционировала контейнерная площадка, в дальнейшем использовалась как грузовой двор(место для погрузки вагонов).
Так же на станции Стаханов был подъездной путь «Нефтебаза», но в конце 90х был демонтирован.